# (225270) 2009 SF30
(225270) 2009 SF30 (2009 SF30, 1999 UG57) — астероїд головного поясу, відкритий 16 вересня 2009 року.
Тіссеранів параметр щодо Юпітера — 3,596.